# Pierpont Davis
Pour les articles homonymes, voir Davis.
Pierpont Davis est un skipper américain né le 27 décembre 1884 à Baltimore (Maryland) et mort le 15 juillet 1953 à Los Angeles (Californie).

## Carrière
Il est sacré champion olympique de voile aux Jeux olympiques d'été de 1932 à Los Angeles en classe 8 Metre sur le voilier Angelita.

## Famille
Il est l'oncle du skipper Owen Churchill.